# Jeanne de Casalis
Pour les articles homonymes, voir Casalis.
Jeanne Casalis de Pury, née le 22 mai 1891 au Basutoland (actuel Lesotho, alors dans l'Empire britannique) et morte le 19 août 1966 à Londres (Angleterre), est une actrice et dramaturge britannique, connue comme Jeanne de Casalis (parfois créditée Jeanne De Casalis). D'origine française et suisse, elle est l'arrière-petite-fille du missionnaire protestant français Eugène Casalis fondateur d'une mission protestante au Lesotho.

## Biographie
Jeanne Casalis de Pury est née en 1891 (et non 1897, voir plus bas le paragraphe "falsification de l'âge") à Hlotse Heights au Lesotho, dans le foyer de Georges Arnaud Casalis de Pury, médecin et industriel français (fabricant de corsets), et de son épouse, de nationalité suisse, née Louise Emma Grandvaux Schaffer. Elle est poursuit son éducation en France avant de tenter sa chance comme actrice en Angleterre sous le nom de Jeanne de Casalis. 
Au début des années 1920, Jeanne de Casalis débute au théâtre en Angleterre et joue notamment à Londres. Là, on peut citer La Fée Morgane d'Ernest Vajda (1924-1925, avec Flora Robson et Reginald Denham), Désiré de Sacha Guitry (1930), La Marquise d'Arcis de Carl Sternheim (1935, avec Vivien Leigh et Frank Cellier), Soubrette de Jacques Deval (1939, avec Luise Rainer et Jack Lambert), ou encore Le Vallon d'Agatha Christie (1952, avec Dianne Foster).
Elle joue également une fois à Broadway (New York) dans L'Annonce faite à Marie de Paul Claudel (1922-1923, avec Romney Brent et Helen Westley).
Occasionnellement dramaturge, sa pièce St Helena coécrite avec R. C. Sherriff est créée à Londres en 1936 (avec Kenneth Kent et Glynis Johns) puis reprise à Broadway la même année (avec Maurice Evans et Percy Waram).
Au cinéma, elle contribue à vingt-cinq films britanniques, le premier sorti en 1925, le dernier en 1950. Entretemps, mentionnons La Taverne de la Jamaïque d'Alfred Hitchcock (1939, avec Charles Laughton et Maureen O'Hara), Cottage à louer d'Anthony Asquith (1941, avec Leslie Banks et Alastair Sim) et Les Ennemis amoureux de Terence Young (son avant-dernier film, 1948, avec Stewart Granger et Edwige Feuillère).
Enfin, à la télévision britannique, elle apparaît dans une série (1950) et un téléfilm (1953, ultime prestation à l'écran).
Le premier époux de Jeanne de Casalis est l'acteur Colin Clive (né en 1900 et décédé prématurément en 1937). Mais ce mariage célébré en 1929 ne dure pas. Elle se remarie en 1942 avec le Wing Commander (lieutenant-colonel) Cowan Douglas Stephenson. Le couple vit à Hunger Hatch, près d'Ashford, dans le Kent. Elle-même meurt en 1966, à 75 ans. Elle est incinérée au crématorium du cimetière de Golders Green, à Londres. Son mari décède en 1968 à Folkestone.

## Falsification de l'âge
Les biographies de Jeanne de Casalis mentionnent en général comme date de naissance le 22 mai 1897 et non le 22 mai 1891. Qu'elle soit volontaire ou non cette falsification la rajeunissait de 6 ans, une pratique fréquente dans le monde du spectacle. A noter que cette falsification, qui a pu être à l'origine une erreur, est facilitée par la ressemblance entre le 1 et le 7, particulièrement entre le 1 selon la graphie française (la famille de Jeanne de Casalis étant d'origine française et suisse) et le 7 selon la graphie anglaise. 

## Théâtre

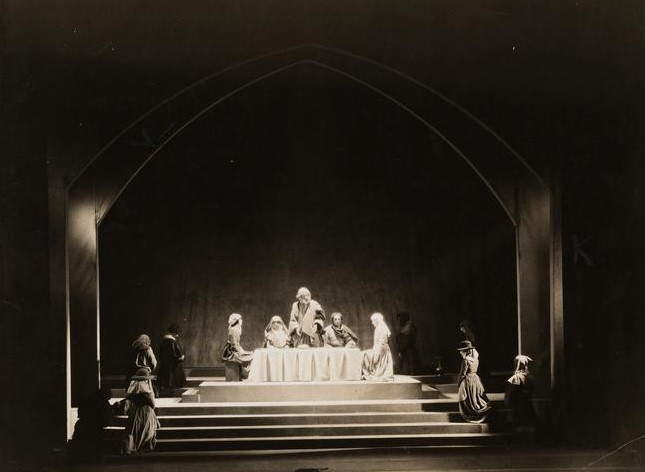
L'Annonce faite à Marie (Broadway, 1922) :
photo de plateau

(comme actrice, sauf mention contraire)

### Londres (sélection)
- 1924-1925 : La Fée Morgane (Fata Morgana) d'Ernest Vajda, adaptation de Philip Moeller, mise en scène de Reginald Denham, production d'Arthur Greville Collins : Mathilde Fay
- 1928 : The Yellow Streak de Mabel Ellams Hope : Marguerite Latimer
- 1930 : Désiré (Desire) de Sacha Guitry, adaptation de J. Leslie Frith : Odette Clery[6]
- 1931 : Paiement différé (Payment Deferred) de Jeffrey Dell, d'après le roman éponyme de C. S. Forester : Mme Collins[7]
- 1935 : La Marquise d'Arcis (The Mask of Virtue) de Carl Sternheim, adaptation d'Ashley Dukes : Mme de Pommeraye
- 1936 : St Helena (coauteur avec R. C. Sherriff)
- 1939 : Soubrette (Behold the Bride) de Jacques Deval : Laura Carrington
- 1943 : The Fur Coat d'A. G. McDonell : Theodora Mallory
- 1949 : Le plus malin s'y laisse prendre (The Diary of a Scoundrel) d'Alexandre Ostrovski, adaptation de Rodney Ackland (en) : rôle non spécifié
- 1951 : Frou-Frou (Froufrou) de Ludovic Halévy et Henri Meilhac (adaptation)
- 1952 : Le Vallon (The Hollow) d'Agatha Christie : Lady Angkatell

### Broadway (intégrale)
- 1922-1923 : L'Annonce faite à Marie (The Tidings Brought to Mary) de Paul Claudel, adaptation de L. M. Sill : Violaine
- 1936 : St Helena, mise en scène de Robert B. Sinclair, décors et costumes de Jo Mielziner (coauteur avec R. C. Sherriff)

## Filmographie partielle
- 1927 : The Glad Eye (en) de Maurice Elvey : Lucienne
- 1927 : The Arcadians (en) de Victor Saville : Mme Smith
- 1930 : Knowing Men d'Elinor Glyn : Delphine
- 1932 : Nine till Six (en) de Basil Dean : Yvonne
- 1934 : La Favorite (en) (Nell Gwynn) d'Herbert Wilcox : Duchesse de Portsmouth
- 1939 : La Taverne de la Jamaïque (Jamaica Inn) d'Alfred Hitchcock : une amie de Sir Humphrey
- 1939 : Just like a Woman (en) de Paul L. Stein : Poppy Mayne
- 1940 : The Girl Who Forgot (en) d'Adrian Brunel : Mme Barradine
- 1940 : Charley's (Big Hearted) Aunt (en) de Walter Forde : Tante Lucy
- 1941 : Cottage à louer (Cottage to Let) d'Anthony Asquith : Mme Barrington
- 1942 : Those Kids from Town (en) de Lance Comfort : Sheila
- 1943 : Contre-espionnage (en) (They Met in the Dark) de Karel Lamač : la femme au chien
- 1944 : Medal for the General (en) de Maurice Elvey : Lady Frome
- 1946 : This Man Is Mine (en) de Marcel Varnel : Mme Ferguson
- 1948 : Les Ennemis amoureux (Woman Hater) de Terence Young : Claire